# Crella shimonii
Crella shimonii är en svampdjursart som beskrevs av Gustavo Pulitzer-Finali 1993. Crella shimonii ingår i släktet Crella och familjen Crellidae. Inga underarter finns listade i Catalogue of Life.